# Netstokket indigorørhat
Netstokket indigorørhat (Boletus luridus) er en svamp i rørhat-familien. Hatten er op til 20 cm bred og olivenbrun med orange rør. Rørene har røde rundinger. Kødet er fast og rødligt, men blåner ved tryk, eller når der skæres i det. 

## Voksesteder
Netstokket indigorørhat vokser især blandt løvtræer som eg, birk og bøg på kalkholdig jord mellem juni og november efter regn. Man kan også finde den i parker nær enkeltstående løvtræer. Den er udbredt i store dele af Europa mod øst til Sortehavskysten og Anatolien i Tyrkiet samt i det østlige Nordamerika. 

## Kulinarisk værdi
Netstokket indigorørhat kan spises, men kun når den er varmebehandlet.

## Forvekslingsmuligheder
En mindre behagelig forvekslingsmulighed er den uspiselige satans rørhat (Boletus satanas), som er kendt for at kunne udløse maveforgiftning. Satans rørhat har lerfarvet eller smudsig hvid hat og stokken er forsynet med et kraftigt, mørkt net. 